# Изелдин Ибрахим
Изелдин Ибрахим (арап. عزالدين ابراهيم, романизовано Izzeldin Ibrahim; 19. јануар 1999) судански је пливач чија специјалност су спринтерске трке прсним и делфин стилом.

## Спортска каријера
На међународној сцени је дебитовао на светском првенству у великим базенима у корејском Квангџуу 2019. где је учествовао у квалификационим тркама на 50 делфин (78. место) и 50 прсно (68. место).